# 犬山市立城東中学校
犬山市立城東中学校（いぬやましりつ じょうとうちゅうがっこう）は、愛知県犬山市にある公立中学校。城東小学校校区と今井小学校校区、それに犬山北小学校校区（東部）の生徒が通学する。（犬山北小学校校区（西部）の生徒は犬山中学校に通学する）

## 沿革
- 1947年（昭和22年）4月 - 学制改革(六・三制の実施)により城東村立城東国民学校が廃止され、城東村立城東中学校が開校[1]。
- 1954年（昭和29年）4月1日 - 町村合併により犬山市が誕生し、犬山市立城東中学校に改称[1]。

## 所在地
〒483-8337 愛知県犬山市大字塔野地字田口洞39番地の101

## 著名な出身者
- 佐田の海貴士（大相撲力士）[2]
- 山田拓郎（犬山市長）